# Selenisa sueroides
Selenisa sueroides är en fjärilsart som beskrevs av Druce. Selenisa sueroides ingår i släktet Selenisa och familjen nattflyn. Inga underarter finns listade i Catalogue of Life.